# Libercourt
Libercourt település Franciaországban, Pas-de-Calais megyében. Lakosainak száma 8047 fő (2022. január 1.). Libercourt Camphin-en-Carembault, Oignies, Phalempin, Wahagnies és Carvin községekkel határos.

## Népesség
A település népességének változása:
| Lakosok száma | 8534 | 8442 | 8438 | 8355 | 8337 | 8321 | 8230 | 8138 | 8047 |
|               | 2013 | 2015 | 2016 | 2017 | 2018 | 2019 | 2020 | 2021 | 2022 |